# 宮本隆治
宮本 隆治（みやもと りゅうじ、1950年10月8日 - ）は、日本のフリーアナウンサー、タレント、総合司会者である。サイバー大学客員教授。元・日本放送協会（NHK）アナウンサー。ノースプロダクション（旧イースト・プロダクション）所属。

## 略歴
福岡県門司市（現：北九州市門司区）出身。母親は、初代ミス門司みなと祭（現：門司みなとアンバサダー）を務めていた。また、ボランティア活動に熱心であった。父親は、市長秘書でGHQの通訳も務めていた。多忙な両親のために、幼い頃から自分と弟の食事を作ることも多かった。この時に『きょうの料理』を視聴していたのが、NHKとの出会いであった。小学生時代には、ボーイスカウトに入団。制服が好きで、毎日のように着ていたという。とにかく好奇心が旺盛で、合唱や落語、相撲に興味を持つ。中学生の頃に自身の声が西郷輝彦の声に似ていると言われ、ものまねをしたことがきっかけとなり、特技が「ものまね」になった。NHKの採用面接でも、「声帯模写」として面接官の前で披露したという。
私立明治学園中学校、福岡県立小倉高等学校と進学し、高校ではESSに入部、部長を務めた。加山雄三に憧れ、加山の後輩になりたいと思い、1969年慶應義塾大学文学部に進学。馬術部に入部したが、友人の誘いで少林寺拳法部へ見学に行ったところ、先輩に入部させられた。関東学生少林寺拳法連盟の副会長時代、放送部員へ払うアルバイト代を節約するため、自ら少林寺拳法の全国大会で場内アナウンスを担当した。日本武道館に響き渡る自分の声に感動し、アナウンサーという仕事に喜びとやりがいを感じ、将来の夢として志望することになる。
1973年に、慶應義塾大学を卒業し、NHKへ入局。同期に大塚範一、池上彰らがいる。目標は、『NHK紅白歌合戦』の司会を務めることであった（入局23年目の1995年に実現し、以後2000年まで6年連続で総合司会を務めた）。元々は民放志望だったが、宮本が就職活動をしていた年は、アナウンサーの採用がどこの局も少なく、一部の在京キー局では、アナウンサーの採用を行わなかった程であった。それにより、アナウンサー試験は例年にない程の相当な狭き門となっていた。結局、フジテレビ、TBSの採用試験を受験するも落ちたという。
初任地は、帯広放送局（1973年6月8日 - 1977年3月）。帯広放送局勤務中の1974年に結婚。妻は、高校生の時に北九州のデパートでアルバイトをしていた頃に知り合った女性で、学生時代からの遠距離恋愛を成就させ結婚。その後、2女を儲ける。長女は、フリーアナウンサーの宮本優香（元宮崎放送アナウンサー）。帯広放送局での勤務後、京都放送局（1977年4月 - 1981年3月）、東京アナウンス室（1981年4月 - 1993年3月）、福岡放送局（1993年4月 - 1995年3月）、東京アナウンス室（1995年4月 - 2007年3月）の順に勤務。NHKや民放とは違う第3のアナウンサー像を目指し、人気を集め、主に芸能・音楽番組を中心に出演した。最終役職は、「エグゼクティブアナウンサー」（民放では局長級）。
2007年、NHK独自の「役職定年制度」による定年退職の期限を迎えたことから、今後の出処進退を考えた際、「喋る仕事にこだわりたい」として3月末で退職、フリーとなる。定年退職後3年間は嘱託職員という形で、NHKにアナウンサーとして残留することもできたが、その選択肢は選ばなかった。その後、女性初のNHKアナウンス室長を務めた山根基世、定年後は跡見学園女子大学で教鞭をとりながらフリーで仕事を続けていた広瀬修子とともに、有限責任事業組合「ことばの杜」を立ち上げた。後に、イーストプロダクション所属となり各方面で活動中。民放初出演は、日本テレビ『週刊オリラジ経済白書』である。その後は、日本テレビのスペシャル番組『モクスペ』（2009年3月終了）にも不定期で出演するなど、テレビでは日本テレビにのみ出演していたが、後に様々な局に出演するようになった。
NHK時代には、紅白など音楽番組の司会経験が豊富であったことから、フリー転身後も、歌謡番組の司会を務めることが多い。

## エピソード
- 高校生時代に通った北九州市小倉北区にあるラーメン店「四方平」には、毎年正月にサインを送っている。
- NHK北九州放送局が、地上デジタル放送を始めるにあたり、『NHKのど自慢』苅田町大会の放送の合間を利用して帰省し、PR用のCMを撮影。放送開始前に大量にスポットCMとして放映された。
- 『NHK紅白歌合戦』で初総合司会担当が決まった際、大晦日が来るのが怖かったと話している[2]。また、紅白の総合司会を6年連続担当を最後に降板となった際、「アドリブが利かないこと」などが原因と当時週刊誌で報じられた。後に『ゲンダイネット』（2007年2月5日付）は、「（宮本が行っていた）講演会や結婚式の司会など過ぎた“副業”が問題視されたため」との芸能記者の話を掲載した。
- 名目上の退職日は2007年3月31日だが、実際は翌4月1日に『のど自慢』を降板する予定であった。しかし、3月25日に能登半島地震が発生。関連報道のため休止となり、正式にNHKを去ったのは4月8日となった。
- 2006年度の上智大学の学内誌「ソフィア」は、『NHKのど自慢』を特集に取り上げ、宮本自身も招かれた。
- 趣味の一つに、ラテンダンスがある。
- 慶應義塾大学の先輩で、憧れていた加山雄三の冠番組『若大将のゆうゆう散歩』（テレビ朝日）で、初回放送から最終回までナレーションを務めた。ナレーションのオファーについては、加山が番組スタッフと相談し決めた。

## 出演番組・作品

### 現在のレギュラー出演番組
- 時代が選んだNo1 永遠の名曲歌謡祭（テレビ朝日） - 司会
- 懐かしの昭和メロディ（テレビ東京） - 司会
- 宮本隆治の歌謡ポップス☆一番星～演歌・歌謡曲情報バラエティ～（歌謡ポップスチャンネル）- MC
- Talk Bar 銀河〜オトナのイチオシ!（チャンネル銀河） - MC
- 日曜ゴールデンの池上ワールド 池上彰の現代史を歩く〜Walking through Modern History〜（2018年4月8日 - 、テレビ東京） - ナレーション
- 歴史科学捜査班（2018年10月1日 - 、BS11） - 歴史科学捜査班リーダー（司会）
- 福岡NEWSファイル CUBE（テレビ西日本） - キューぶらり担当

### 過去の主な出演番組

#### NHKアナウンサーとして
- きょうの料理
- 夕べのひととき（帯広放送局FMローカル番組）（1973年-1977年）
- にっぽん列島ただいま6時（1986年-1988年）
- イブニングネットワーク首都圏 (1988年、ビビットTOKYOを担当。)
- サンデースポーツタイム（1989年4月9日 - 1990年4月1日）
- 趣味の園芸（1991年 - 1993年）
- イブニングネットワークふくおか（1993年 - 1995年）
- スタジオパークからこんにちは（1995年11月30日、後輩の堀尾正明の代役で司会を担当）
- NHK紅白歌合戦（1995年 - 2000年、総合司会を担当）
- NHK歌謡コンサート（1995年 - 2002年）
- 思い出のメロディー（1995年 - 2004年、10年連続司会は番組史上連続司会担当の最長記録）
- 武田信玄（1988年、ナレーションを担当）
- 秀吉（1996年、ナレーションを担当）
- 歌謡チャリティーコンサート（1998年 - 2004年）
- 土曜スタジオパーク（1999年4月 - 2005年3月、司会）
- わが心の大阪メロディー（2001年 - 2006年）
- 金曜オンステージ「今夜は見せまっせ」（2002年 - 2004年）
- BS日本のうた（2002年 - 2005年）
- あなたが選ぶ思い出の紅白・感動の紅白（2003年 - 2006年）
- NHKのど自慢（2005年 - 2007年）
- あなたと作る時代の記録 映像の戦後60年（2005年）
- 気象情報（2006年）
- ニュースウオッチ9（2006年、ニュースリーダーを担当）
- NHKニュース（2006年）

#### フリー転身後
2007年
- 大沢悠里のゆうゆうワイド（4月9日、10月26日・ピンチヒッター。TBSラジオ）
- 午後は○○おもいッきりテレビ（8月7日、14日・ピンチヒッター。日本テレビ）
- 26時間ちょっとテレビ（12月31日 - 2008年1月1日、日本テレビ）

総合司会を同局アナウンサーの宮崎宣子と担当した。これは同系で放送される大晦日から元日の番組を生放送で繋ぐプログラムである。
- 週刊オリラジ経済白書（オリエンタルラジオとともに司会、日本テレビ）(2007年4月 - 2008年3月)
- 今夜歴史が変わる 古代エジプト三大ミステリー（12月30日、日本テレビ）司会

2008年
- 古代エジプト三大ミステリー天才考古学者ザヒハワースの新発見（3月18日、日本テレビ）司会
- 高嶋ひでたけの特ダネラジオ 夕焼けホットライン（9月15日 - 9月19日・ピンチヒッター。ニッポン放送）

2009年
- おもいッきりDON!（2009年4月 - 2010年3月、火曜コメンテーター（2009年10月2日までは金曜も担当）、日本テレビ）
- ボクらの時代（12月13日、フジテレビ）大塚範一、池上彰と対談

2010年
- 奇跡の瞬間!超ド級!!衝撃映像100連発 それでも彼らは生きていた（4月14日、TBSテレビ）司会
- ネプリーグ (5月24日、2011年1月10日)
- うぬぼれ刑事（7月23日、TBSテレビ） 討論番組の司会者役
- 懐かしの昭和メロディ（8月14日、テレビ東京）司会
- 世界衝撃映像100連発!奇跡の瞬間!それでも彼らは生き残ったSP（10月14日、TBSテレビ）司会
- 月曜ゴールデン・特別企画「大韓航空機爆破23年目の真実」（12月13日、TBSテレビ） ナビゲーター

2011年
- 宮本隆治 旅ノチカラ（TBSラジオ）
- 皿の上の物語（BS日テレ）ナレーション
- 銀河☆ナビ（CSチャンネル銀河）
- 金曜7時のコンサート〜名曲!にっぽんの歌〜（テレビ東京、2011年 - 2016年）- 司会

※ 番組放送開始時のタイトルは「木曜8時のコンサート〜名曲!にっぽんの歌〜」
2012年
- 若大将のゆうゆう散歩（5月7日 - 2015年9月25日、テレビ朝日）ナレーション
- niconicoNews2525（ニコニコ動画）2012年エンドロール
- Talk Bar 銀河〜オトナのイチオシ！（チャンネル銀河、4月- ） ナビゲーター

2013年
- 池上彰&宮本隆治が懐かしの名曲で綴る昭和の大ニュース!（9月7日、BSジャパン）司会

2014年
- 若大将のゆうゆう散歩（テレビ朝日）通販枠「ゆうゆう散歩 いいものさがし」（7月1日 - 2015年9月25日）- MC
- 特選いいものさがし（テレビ朝日）番組最末期にMC

2016年
- あのスターにもう一度逢いたい（2016年4月5日 - 2018年3月27日、BS11） - MC
- BS日テレ「芸能人対抗!家族のキズナ歌合戦」（2016年4月8日 - 2017年3月31日） - 司会
- テレビ東京「〜歌のワイドショー〜音楽の森」（2016年10月15日 - 2017年3月25日） - 司会[3]

### CD
- 「宮本隆治の"千の風になって"」（WNCD-7）
- 「金沢の雨（デュエット・バージョン）」（川中美幸・宮本隆治、TECA-10117）
- 「NHK歌謡コンサート熱唱! 〜華麗なる歌舞台〜」（ナレーションとして）
- 「恋猫」門倉有希と宮本隆治（ユキ&リュウジ）（VICL-37153）　「宮本隆治の歌謡ポップス☆一番星」テーマソング　作曲家として大ヒット曲を多数制作した三木たかしさん。世に出ていない三木たかしさんの“未発表曲”が数曲あることがわかり、その中の2曲が、門倉有希と宮本隆治の異色ペアのデュエット曲として実現！

### イベント司会
- 天皇即位20年関連行事司会進行
  - 天皇陛下御在位二十年記念式典（2009年11月12日、国立劇場）
  - 天皇陛下御即位二十年をお祝いする国民祭典（同日、皇居前広場）
- ゼルダの伝説25周年シンフォニーオーケストラコンサート（2011年10月10日、すみだトリフォニーホール）　司会
- AKB48 20th Year「なんてったってAKB48」歌謡祭 in 品川ステラボール（2025年2月6日 - 9日、品川ステラボール） - 総合司会[4]

### CM
- 龍角散「龍角散ダイレクト」（2011年～）

### ドラマ
- さらば、銃よ 警視庁特別銃装班 第1話・第5話（2023年4月14日 - 、Lemino） - アナウンサー 役